# Bathycrinidae
De Bathycrinidae zijn een familie van zeelelies uit de orde van de haarsterren (Comatulida). De systematische positie is onduidelijk, en de groep wordt dan ook als "incertae sedis" in de orde van de haarsterren geplaatst.

## Geslachten
Onderfamilie Bathycrininae
- Bathycrinus Thomson, 1872
- Discolocrinus Mironov, 2008
- Monachocrinus A.H. Clark, 1913
- Naumachocrinus A.H. Clark, 1912

Onderfamilie Caledonicrininae Avocat & Roux, 1990
- Caledonicrinus Avocat & Roux, 1990

niet in een onderfamilie geplaatst
- Cingocrinus Mironov, 2000